# École centrale d'électronique
Pour les articles homonymes, voir ECE.
L’ECE (École centrale d’électronique) est l'une des 204 écoles d'ingénieurs françaises accréditées au 1er septembre 2020 à délivrer un diplôme d'ingénieur.
Ses locaux sont situés dans le 15e arrondissement de Paris et dans le 7e arrondissement de Lyon.
Elle forme principalement dans les technologies de l'information.
En 2025, elle est classée 44e par le classement des écoles d'ingénieur de L'Étudiant.

## Histoire

Ancien logo de l'École centrale d'électronique.

Logo de l'École centrale d'électronique jusqu'en novembre 2017.

En 1919, l'école est fondée sous le nom d'École centrale de la TSF dans le but de former les tout premiers opérateurs radio. La TSF est alors une technologie naissante, et l'école reste longtemps la seule à former les opérateurs radio civils et militaires. Ses locaux sont alors situés 77 rue de la Verrerie. Ensuite elle s’installera au 12 de la rue de la Lune, Paris 2e.
En 1960, son nom devient École centrale de TSF et d’électronique, puis, en 1963, École centrale d’électronique. Elle ajoute à son cursus l'application des transistors.
Depuis 1964, l'ECE est reconnue par l'état  et habilitée par la commission des titres d'ingénieurs depuis 1990.
En 2010 elle lance le programme Prep'Ac une rentrée décalée (en mars) en première année du cycle préparatoire intégré, pour la réorientation des étudiants de PACES[réf. souhaitée].
À partir de 2011, elle transforme sa pédagogie en créant le programme Valorisation des projets des étudiants (VPE).
En 2012, elle ouvre son incubateur sous le nom de « ECE Cube ».
En mai 2013, l'école quitte ses locaux de la rue de Grenelle et emménage dans l'ancien siège historique de la DCNS (direction des constructions navales) occupé depuis 1926, au 10 rue Sextius-Michel dans le 15e arrondissement. Ce bâtiment de 13 000 m2 est un campus partagé avec l'ESCE, l'ECTEI (devenue IT Paris Eiffel, puis ECE Tech), l'IFG CNOF, et depuis 2014 l'EBS Paris du même groupe.
En 2016, l'école rejoint le groupe INSEEC U, à la suite de la cession par le groupe Laureate Education de ses écoles parisiennes au fonds d'investissement français Apax Partners et BPI France.
En septembre 2018, une première promotion d'élèves intègre son campus de Lyon, au 25 rue de l'Université, dans l'ancien garage Citroën.
L’école continue de se développer avec l’ouverture d’un campus dans la ville de Bordeaux, en septembre 2019, et dans la ville bretonne, Rennes en septembre 2023. En 2025, elle ouvrira trois nouveaux campus, un à Marseille un à Toulouse et un a Abidjan.,

## Enseignement et recherche
Durant le cycle préparatoire intégré, les étudiants ont des mathématiques et de la physique, mais aussi de l'informatique et l'électronique dans une part importante dans l'enseignement. Des enseignements de formation humaine sont également dispensés, tels l'anglais, la communication et la gestion.
Depuis 2022, des cours de français sont aussi dispensés lors de la formation initiale.
12 mois de stages sont obligatoires tout au long de la scolarité à l'ECE, pouvant être complétés par des stages sur la base du volontariat dès la première année de prépa intégrée.
Des stages de 1 mois sont prévus en deuxième du cycle préparatoire et en première année du cycle ingénieur. Un stage de 4 à 5 mois est à réaliser en deuxième année du cycle ingénieur et finalement un stage de 6 mois en dernière année.

### Spécialisations du Programme Ingénieur
À partir de la deuxième année du cycle Ingénieur, chaque étudiant choisit une majeure et une mineure.

#### Les Majeures
Une majeure est à choisir en 2e année de cycle ingénieur parmi la liste des 12 suivantes :
- Data & IA
- Cloud Engineering & Mangement
- Cybersécurité
- Digital Transformation & Innovation
- Énergie & Environnement
- Finance & Ingénierie Quantitative
- Conceptions, Réalisations Appliquées aux Technologies Émergentes (CReATE)
- Santé & Technologie
- Systèmes embarqués
- Défense & Technologie
- Véhicule connecté & autonome
- Systèmes d’Energie Nucléaire

Les majeures Big data & Analytics et Cybersécurité partage une année de tronc commun en deuxième année de cycle ingénieur avant de se différencier.
Certaines majeures sont enseignées en anglais.
Les entreprises Orange et Capgemini ont choisi de se lier à l'ECE à travers la majeure Cloud Native Engineering.
Le programme détaillé de l'ensemble des majeures est disponible sur le site internet de l'ECE.
Il faut également, en 2e année de cycle ingénieur, choisir une mineure qui occupera une demi-journée par semaine. Elle est à choisir parmi 9 possibles[source insuffisante] : 
La formation en apprentissage est également un possibilité mais uniquement pour les majeurs Système embarqués, Big data & analytics et Cybersécurité. Elle peut-être commencée en première ou deuxième année du cycle ingénieur.
Lors de la rentrée 2018 démarre la spécialisation en cybersécurité issue du partenariat de l'École avec Orange Cyberdefense et Microsoft France. Il s'agit d'une spécialisation en master 2 (bac+5) axée sur l'identité et la gestion des accès en environnement Microsoft,.
Toujours en 2018, elle lance avec l'ESCE un mastère spécialisé nommé Blockchain Project Design, habilité par la CGE.

### Doubles diplômes
Quelques exemples de double diplômes disponibles à l'ECE :
- Polytechnique – Master 2 Mathématiques pour la science des masses de données
- Centrale Supélec – Spécialisation Systèmes Informatiques, Spécialisation Energie, Spécialisation Génie Industriel, Spécialisation Conception de Systèmes Electroniques intégrés
- ESPCI – Master 2 Capteurs, Instrumentation et Mesures (CIMES)
- Université Paris Saclay – Master 2 Automation & Traitement du signal des images (ATSI), M2 Composants et Antennes pour les télécoms (CAT), Master 2 Systèmes avancés de radiocommunications (SAR)
- Université Paris Cité – Master 2 Ingénierie statistique et informatique de la finance, de l’assurance et du risque (ISIFAR)
- UPMC – Master 2 Energétique & Environnement
- EURECOM – Communications pour les systèmes de transport intelligents
- IAE Paris – Master 2 Administration des Entreprises (MAE)[16]

## Campus

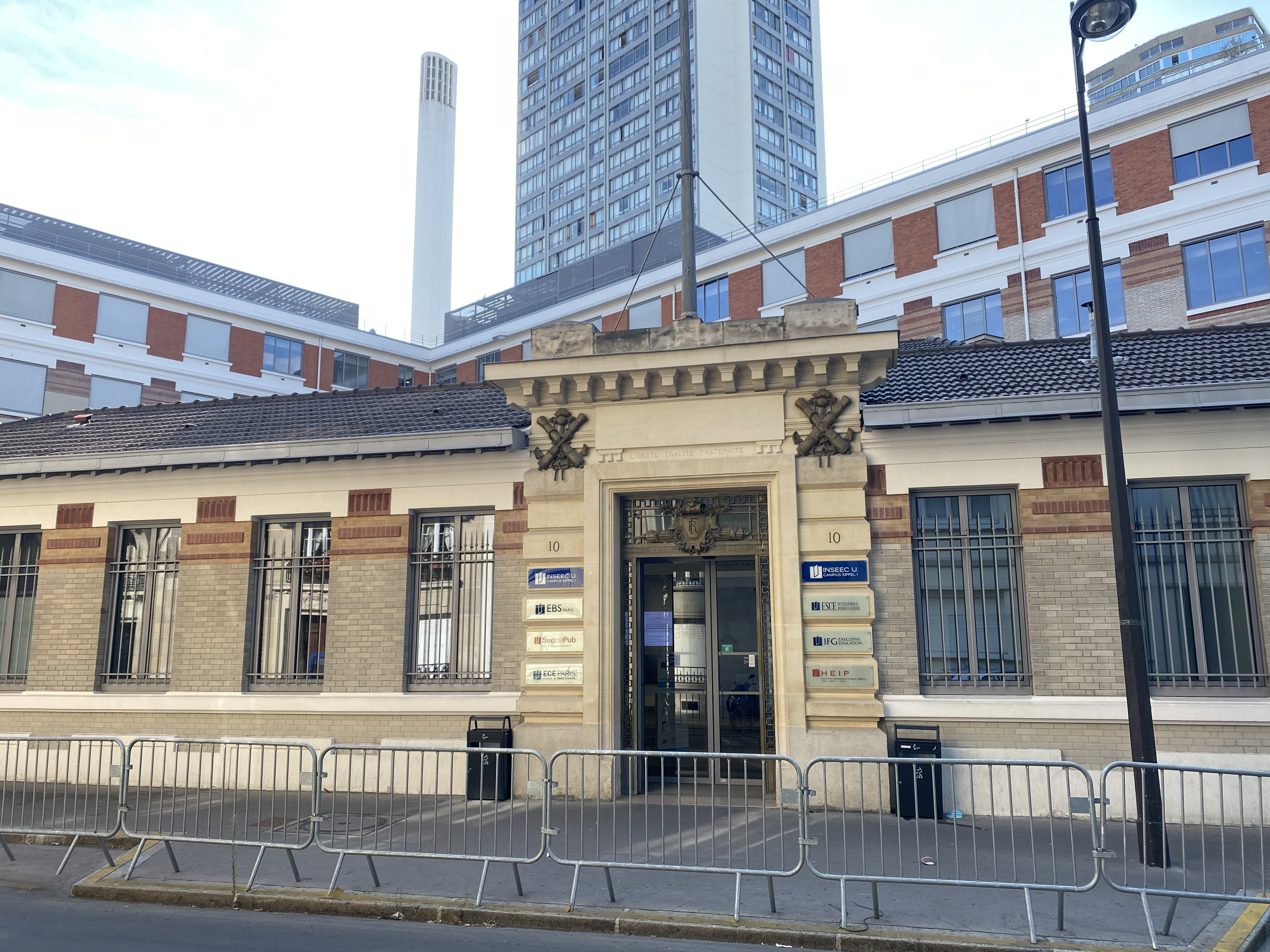
Campus Paris Eiffel.

### Paris
Depuis 2013, le campus principal de l'ECE à Paris a été déplacé dans l'ancien siège historique de la DCNS, au 10 rue Sextius-Michel dans le 15e arrondissement et nommé campus Paris Eiffel. Certains cours ont lieu sur d'autres campus du groupe Omnes Education comme le campus Paris La Défense. Le campus est équipé d'un FabLab “ECE Makers” bien équipé accessible aux étudiants.

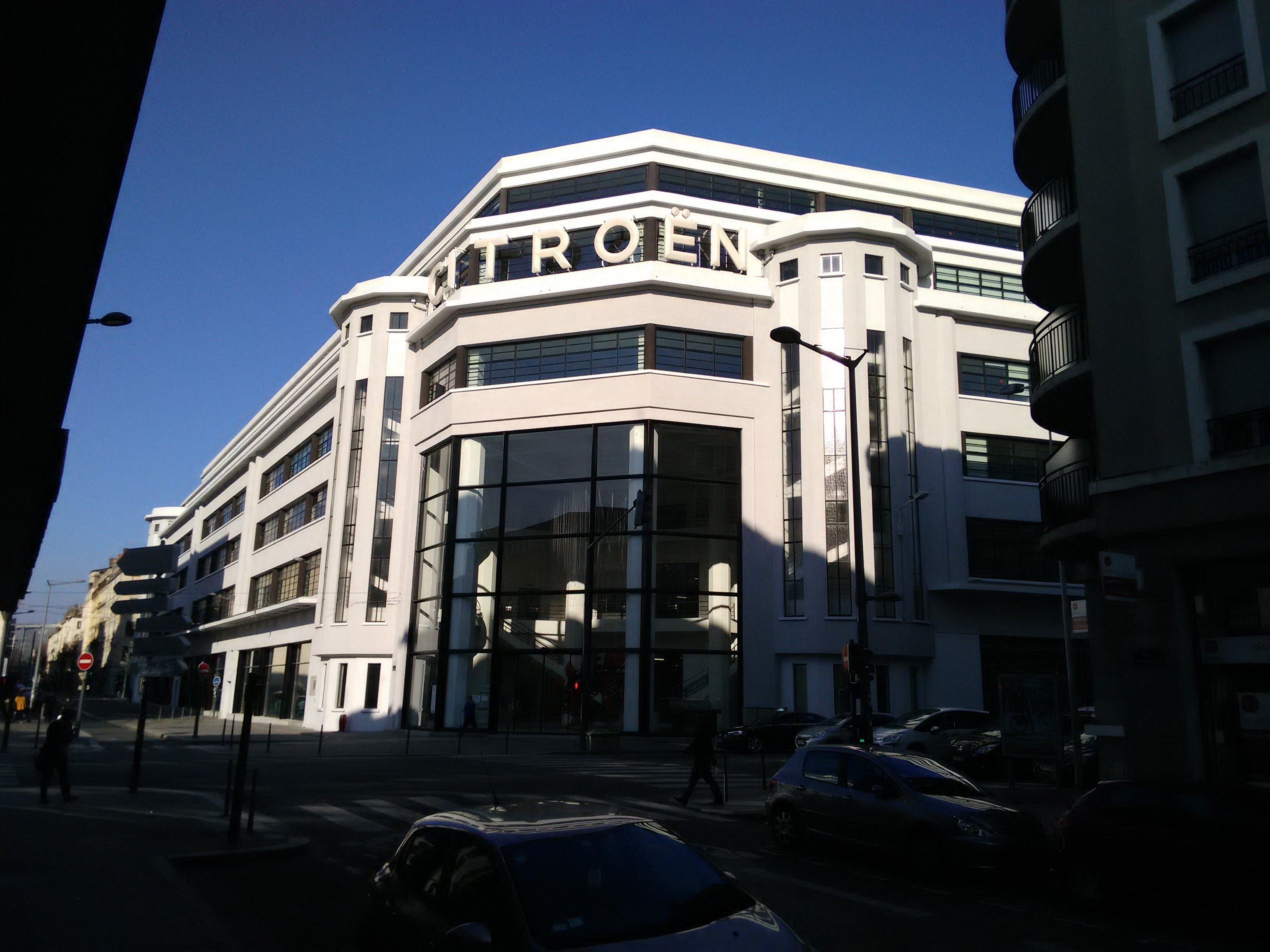
Campus de Lyon.

### Lyon
Ouverte en 2018, l'ECE est installée dans l'ancien Garage Citroën dans le 7ème arrondissement, un bâtiment classé rénové en 2013 qui accueille aujourd'hui les écoles du groupe Omnes Education. Plus de 4 500 m2 sont destinés aux étudiants du Groupe sur ce campus. On y retrouve plusieurs associations dont certaines inter école.

### Bordeaux
Ouvert en 2019, le campus de Bordeaux est installé 136 quai des Chartrons. Une partie du campus se trouve dans les hangards 16, 17, 18 et 19 au bord de la Garonne pour une surface de 12 000 m2. Depuis 2024, un bâtiment de 6 000 m2 a été ajouté pour une surface totale de 18 000 m2 pour les étudiants du groupe Omnes Education à Bordeaux.

### Rennes
Ouvert en 2022, le campus de Rennes accueille aujourd'hui des étudiants en bachelor informatique dans un bâtiment de 3 000 m2 partagé avec les autres écoles du groupe Omnes Education.

### Toulouse
Le campus de Toulouse devrait ouvrir en 2025 pour y accueillir des étudiants en bachelor informatique.

### Marseille
Le campus de Marseille devrait ouvrir en 2025 pour y accueillir des étudiants en bachelor informatique.

### Abidjan
Le premier campus de l'ECE à l'international ouvrir à Abidjan en 2025. Il accueillera des étudiants en bachelor.

## Admission
On peut intégrer l'ECE après le baccalauréat pour la 1re année, dans le cadre du Concours Avenir en passant par la plateforme gouvernementale Parcoursup.
On peut également entrer à l'ECE en 2e année de cycle préparatoire après une année de prépa classique (Math Sup MPSI, PCSI, PTSI) ou après une année de DEUG Scientifique ou Technologique (niveau Bac + 1). L'admission se fait sur dossier et entretien. Il y a environ 25 places disponibles.

### Financement des études
Les frais de scolarité ci-dessous sont donnés à titre indicatif pour l’année 2019 – 2020 :
- formation Prépac (rentrée décalée) : 5 600 € ;
- cycle Préparatoire Intégré : 9 100 € par an ;

Logo Alumni ECE.

- cycle Ingénieur : 9 500 € par an.

## Association des anciens élèves
L’association Alumni ECE est une association loi de 1901 fondée en 1927 qui regroupe tous les élèves diplômés de l'ECE.
Son objectif est d'accompagner la formation du projet professionnel des étudiants de l'école. Puis de faciliter la carrière des diplômés de l'ECE en animant le réseau des 10 000 anciens élèves, en organisant des conférences et des rencontres de networking, ainsi que des réunions d'anciens élèves à travers le monde.

### Alumni remarquables
L'année indiquée entre parenthèses après le nom correspond à l'année d'obtention du diplôme
- Léopold Gimié, pionnier de la radionavigation aérienne. Radiotélégraphiste, il participa à la première traversée postale de l'Atlantique Sud avec Jean Mermoz en 1930, contribuant au développement de l'aviation civile française.
- Édouard Chemel (1948), pilote français, commandant de bord Concorde chez Air France, auteur et formateur en aviation[26].
- Jacques Pousset (1949), calculateur orbital pour la NASA lors des missions Mercury[27].
- Hubert Guyonnet (1950), responsable de l'électronique sur Concorde[28]
- Raoul Georges Nicolo (1953), inventeur et homme politique français, a marqué son époque par ses innovations et son engagement. Au sein du CEA, il a inventé le bloc de communication pour la télévision multi-canale et introduit l’électronique dans les systèmes de contrôle nucléaire. Premier candidat noir à une élection présidentielle française (1981), il est également à l’origine de l’arrêt Nicolo, une décision clé affirmant la primauté des traités internationaux[29].
- Hubert Palmieri, chef de la division des essais et des lancements d'Ariane au CNES[30]
- Christophe Lasseur, chef du projet MELiSSA à l'ESA, expert en support de vie spatial[31].
- Émeric d'Hautefeuille (1994), Global CFO Consumer Products Division chez L'Oréal [32]
- Gérard Hascoët, pionnier des dispositifs médicaux et président d'EOS Imaging[33].
- Bertrand Jauffret (1987), Partenaire et COO chez Deloitte Consulting France[34]
- Jacques-Benoît Le Bris (1992), Chief Digital & Information Officer d'ArianeGroup[35]
- François Martin (2010), Cofondateur et CTO de Yuka

## Classements
Le tableau suivant résume la position de l'ECE dans les classements nationaux des écoles d'ingénieurs :
| Nom            | 2019 (Rang) | 2020 (Rang) | 2022 (Rang) | 2023 (Rang) |
| -------------- | ----------- | ----------- | ----------- | ----------- |
| L’Étudiant     |             | 52          | 36          | 50          |
| Usine Nouvelle |             | 10          | 7           | 6           |
| Daur Rankings  | 70          | 73          |             |             |

## Pour approfondir